# Fortios
Fortios ist eine Gemeinde (Freguesia) im portugiesischen Kreis (Concelho) von Portalegre. In ihr leben 1785 Einwohner (Stand 19. April 2021).

## Geschichte
Funde belegen eine vorgeschichtliche Besiedlung, etwa die jungsteinzeitlichen Grabstätten (port.: Antas) der Antas do Monte Nogueiro. Auch aus römischer Zeit wurden hier Funde gemacht, darunter Münzen und Hinweise auf Wohnhäuser.
Der heutige Ort entstand vermutlich im 15./16. Jahrhundert. Ende des 16. Jahrhunderts wurde Fortios eine eigenständige Gemeinde, die insbesondere als regionaler Wallfahrtsort Bedeutung erlangte.

## Kultur und Sehenswürdigkeiten
Zu den Baudenkmälern der Gemeinde gehören Landgüter und Sakralbauten. Neben der Wallfahrtskirche Santuário do Senhor dos Aflitos (auch Santuário do Senhor dos Mártires) mit Merkmalen des Barock und des Rokoko, ist insbesondere die Gemeindekirche Igreja Paroquial de Fortios zu nennen, die nach ihrem Schutzpatron des hl. Sebastian auch Igreja de São Sebastião heißt.